# クラシック・ブルッヘ〜デ・パンネ
クラシック・ブルッヘ〜デ・パンネ（Classic Brugge-De Panne）とは、例年3月下旬ないし4月上旬にベルギーのブルッヘ、デ・パンネを中心とするウェスト＝フランデレン州を舞台に行われる自転車ロードレースのワンデイレース。UCIヨーロッパツアーのHCクラスに指定されていたが、2019年にUCIワールドツアーに昇格した。
1977年創設当時は3日間のステージレースであったが、2018年よりワンデイレースとなった。しかしレース名は2020年まで長く親しまれてきた「3日間 (Driedaagse)」をそのまま受け継いでブルッヘ〜デ・パンネ3日間（ブルッヘ・デ・パンネみっかかん、蘭: Driedaagse Brugge-De Panne（ドリダーフス・ブルッヘ～デパンヌ））のままであった。ロンド・ファン・フラーンデレンの前哨戦としての意味合いもあることから、例年、トップクラスの選手の出場も多い。

## 歴代優勝者
| 年   | 優勝者                           |
| ---- | -------------------------------- |
| 1977 | ロジェ・ロジエール               |
| 1978 | ギド・ファンスウェーヴェルト     |
| 1979 | ギュスタヴ・ファンロースブルック |
| 1980 | ショーン・ケリー                 |
| 1981 | ヤン・ボハールト                 |
| 1982 | ヘリー・クネットマン             |
| 1983 | ケース・プリム                   |
| 1984 | ベルト・オーステルボス           |
| 1985 | ジャンリュク・ファンデンブルック |
| 1986 | エリック・ファンデラールデン     |
| 1987 | エリック・ファンデラールデン     |
| 1988 | エリック・ファンデラールデン     |
| 1989 | エリック・ファンデラールデン     |
| 1990 | エルウィン・ナイブール           |
| 1991 | イェール・ナイダム               |
| 1992 | フランス・マーセン               |
| 1993 | エリック・ファンデラールデン     |
| 1994 | ファビオ・ロスチオーリ           |
| 1995 | ミケーレ・バルトリ               |
| 1996 | ヴィアチェスラフ・エキモフ       |
| 1997 | ヨハン・ムセウ                   |
| 1998 | ミケーレ・バルトリ               |
| 1999 | ペーター・ファンペテヘム         |
| 2000 | ヴィアチェスラフ・エキモフ       |
| 2001 | ニコ・マッタン                   |
| 2002 | ペーター・ファンペテヘム         |
| 2003 | ライヴィス・ベロホヴォシュチクス |
| 2004 | ジョージ・ヒンカピー             |
| 2005 | ステイン・デヴォルデル           |
| 2006 | ライフ・ホスト                   |
| 2007 | アレッサンドロ・バッラン         |
| 2008 | ヨースト・ポストヒュマ           |
| 2009 | フレデリック・ウィレムス         |

| 年   | 優勝者                             |
| ---- | ---------------------------------- |
| 2010 | デヴィッド・ミラー                 |
| 2011 | セバスティアン・ロスレル           |
| 2012 | シルヴァン・シャヴァネル           |
| 2013 | シルヴァン・シャヴァネル           |
| 2014 | ギョーム・ファン・ケイルスビュルク |
| 2015 | アレクサンダー・クリストフ         |
| 2016 | リーウ・ウェストラ                 |
| 2017 | フィリップ・ジルベール             |
| 2018 | エリア・ヴィヴィアーニ             |
| 2019 | ディラン・フルーネヴェーヘン       |
| 2020 | イヴ・ランパールト                 |
| 2021 | サム・ベネット                     |
| 2022 | ティム・メルリール                 |
| 2023 | ヤスペル・フィリプセン             |
| 2024 | ヤスペル・フィリプセン             |
| 2025 | フアン・セバスティアン・モラノ     |